# Шверненко Євген Валерійович
Євге́н Вале́рійович Шверне́нко — солдат Збройних сил України.

## Короткий життєпис
Сапер, 57-а окрема мотопіхотна бригада. Під Дебальцевим виконував бойові завдання у складі 128-ї бригади задля посилення взводного опорного пункту.
6 лютого 2015-го зник безвісти після бою поблизу Чорнухиного в часі танкової атаки на взводно-опорний пункт «Віталій» російських збройних формувань. Тоді ж зникли безвісти старший лейтенант Микола Карнаухов, старший солдат Віталій Іскандаров, солдат Олександр Мокляк.
Без Євгена залишилась родина. Упізнаний серед загиблих, 5 березня 2015-го похований у селі Рівне.

## Нагороди
За особисту мужність і героїзм, виявлені у захисті державного суверенітету та територіальної цілісності України, вірність військовій присязі під час російсько-української війни, відзначений — нагороджений
- 4 червня 2015 року — орденом «За мужність» III ступеня (посмертно).